# Fokker D.VIII
O Fokker E.V foi um caça monoplano com asa parasol alemão projetado por Reinhold Platz e construído pela Fokker-Flugzeugwerke. O E.V foi o último projeto Fokker a se tornar operacional com a "Luftstreitkräfte", entrando em serviço nos últimos meses da Primeira Guerra Mundial. Após vários acidentes fatais devido a falhas nas asas, a aeronave foi modificada e redesignada como Fokker D.VIII. Apelidado de "Flying Razor" pelos pilotos aliados, o D.VIII teve a distinção de marcar a última vitória aérea da guerra.
O "E.V" foi o último caça produzido pela Fokker durante o período operacional da Luftstreitkräfte (a força aérea imperial alemã), entrando no serviço ativo nos últimos meses da Primeira Guerra Mundial e tendo algum sucesso em combates aéreos contra aeronaves aliadas perto do fim da guerra.

## Projeto e desenvolvimento
No início de 1918, a Fokker produziu vários protótipos de monoplanos movidos a motores giratórios, apresentando o V.26 e V.28, pequenos monoplanos com asas parasol com suas fuselagens de tubo de aço usuais, para os testes do segundo caça em Adlershof em maio/junho de 1918. O "V.28" foi testado com o motor Oberursel Ur.III de 145 hp (108 kW) e o Goebel Goe.III de 160 hp (119 kW), embora nenhum desses motores estivesse pronto para serviço operacional. O "V.26" usava o motor padrão Oberursel Ur.II, produzindo apenas 110 hp (82 kW). O motor era obsoleto, mas o baixo arrasto e baixo peso do "V.26" significavam que ainda era bastante rápido. Os projetos da Fokker foram, por pouco, superados pelo Siemens-Schuckert D.III com o complexo motor giratório duplo Siemens-Halske Sh.III e o "V.26" foi encomendado para produção como o Fokker E.V. Quatrocentos foram encomendados imediatamente com o Ur.III ou Goe.III. Como nenhum motor estava disponível em qualquer quantidade, todos os exemplares de produção utilizaram o Ur.II.

## Histórico operacional

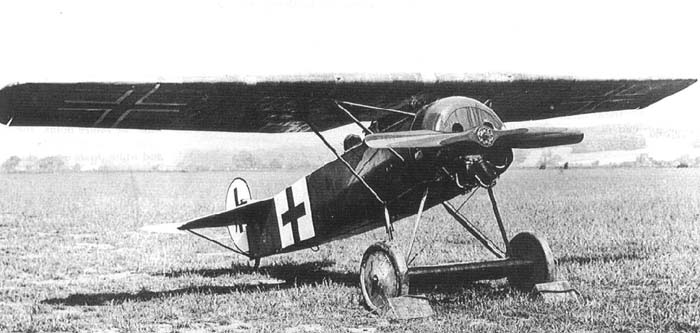
O Fokker E.V

O primeiro Fokker E.V de produção foi enviada para a Jasta 6 no final de julho. O novo monoplano também foi entregue a Jasta 1, Jasta 19, Jasta 24 e Jasta 36. O tenente Emil Rolff marcou a primeira morte em um "E.V" em 17 de agosto de 1918, mas dois dias depois ele foi morto quando a asa de sua aeronave quebrou em voo. Depois que outro "E.V" do Jasta 19 caiu, a Idflieg interrompeu as operações de todas as aeronaves "E.V". Na pendência da investigação dessas falhas nas asas, a produção cessou na Fokker Flugzeugwerke. De acordo com a Fokker, as falhas nas asas foram causadas pelo departamento técnico do exército, que a obrigou a modificar o projeto original reforçando demais a longarina traseira. Este projeto defeituoso supostamente causou a torção da asa e as quebras. A Fokker alegou que esse defeito foi resolvido voltando ao seu projeto original.
De acordo com a maioria dos outros relatos, a fonte das falhas das asas não estava no projeto, mas na construção de má qualidade e apressada. A Fokker subcontratou a construção das asas do "E.V" para a fábrica "Gebrüder Perzina Pianoforte Fabrik". Devido ao controle de qualidade ruim, madeira inferior foi usada nos suportes das longarinas, formando os membros superiores e inferiores de cada conjunto de longarinas, foram colocadas muito distantes durante a fabricação. Como as longarinas resultantes eram verticalmente grandes demais para passar pelas nervuras, o excesso de material era simplesmente aplainado para longe das superfícies superior e inferior expostas das peças da tampa, deixando as longarinas montadas perigosamente fracas. Outros problemas incluíam danos causados pela água em peças coladas e pinos que estilhaçavam as longarinas, em vez de prendê-las.
Testes mostraram que, quando construída adequadamente, a asa original do "E.V" tinha uma considerável margem de segurança. Satisfeita com a segurança do projeto básico, a Idflieg autorizou a continuação da produção, depois que mudanças de pessoal e medidas de controle de qualidade aprimoradas foram introduzidas na fábrica da Perzina.

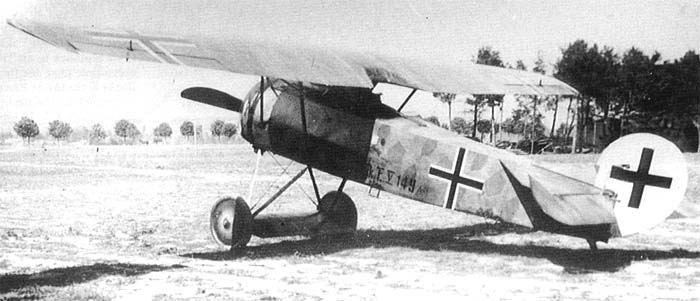
O Fokker E.V

As entregas foram retomadas em outubro. Na direção do "Kogenluft" ("Kommandierenden General der Luftstreitkräfte"), a Idflieg redesignou a aeronave modificada como D.VIII. Os prefixos anteriores "E." e "Dr." para caças monoplanos e triplanos, respectivamente, foram abolidos e todos os caças passariam a receber o prefixo "D". O "D.VIII" iniciou suas operações em 24 de outubro com a Jasta 11. A aeronave provou ser ágil e fácil de pilotar. Pilotos aliados o apelidaram de "Flying Razor" ("Navalha Voadora"), presumivelmente porque seu perfil em voo se assemelhava a uma navalha fechada.
Um D.VIII foi integrado à Jasta 5. O famoso ás Erich Lowenhardt realizou um voo de teste de um Fokker E.V enquanto visitava a Jasta 6 no verão de 1918, mas nenhuma evidência dele pilotando esta aeronave em qualquer outra ocasião existe até hoje.
Um total de 381 aeronaves foram produzidas, mas apenas cerca de 85 aeronaves chegaram ao serviço da linha de frente antes do Armistício. Alguns chegaram à Itália, Japão, Estados Unidos e Inglaterra como troféus, mas a maioria foi descartada de acordo com os termos do Armistício.

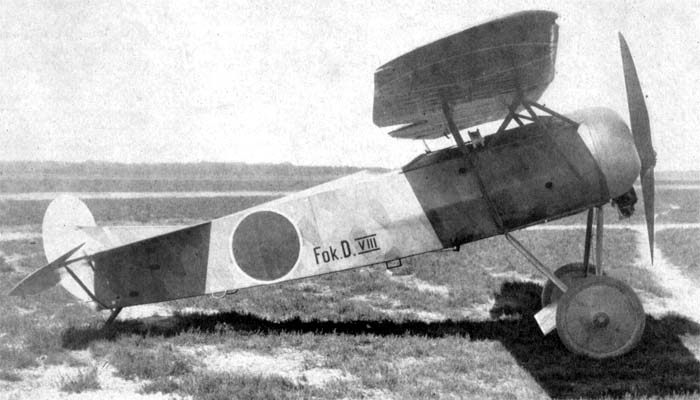
Fokker D.VIII com marcações holandezas.

## Pós-guerra
A Força Aérea Polonesa capturou 17 aeronaves, mas apenas sete (seis "E.V" e um "D.VIII") estavam em condições de aeronavegabilidade. Todos foram usados contra as forças soviéticas na Guerra Polonesa-Soviética de 1919-1920. O tenente Stefan Stec obteve a primeira vitória para a Força Aérea Polonesa, ao abater um caça Nieuport 11 Bébé ucraniano em 29 de abril de 1919. Em 1921, os Fokkers restantes foram retirados das unidades da linha de frente e transferidos para a "Szkoła Obsługi Lotniczej" ("Escola de Serviço de Aviação") no aeródromo de Poznań-Ławica.

## Variantes
- V.26: Protótipo inicial.
- V.27: V.26 com motor V8 Benz IIIb 195 hp (0 kW). Participou da segunda competição do tipo D.
- V.28: Protótipo equipado com um motor giratório Oberursel Ur.III de 108 kW (145 hp) ou um Goebel Goe.III de 118 kW (160 hp).
- V.29: Versão maior do V.27 inicialmente equipada com um Mercedes D.III 160 hp (0 kW) e posteriormente com um BMW IIIa 185 hp (0 kW), ambos os motores em linha refrigerados a água. Participou da terceira competição do tipo D.
- V.30: Modificação do V.26 como planador de assento único.

## Operadores
Bélgica

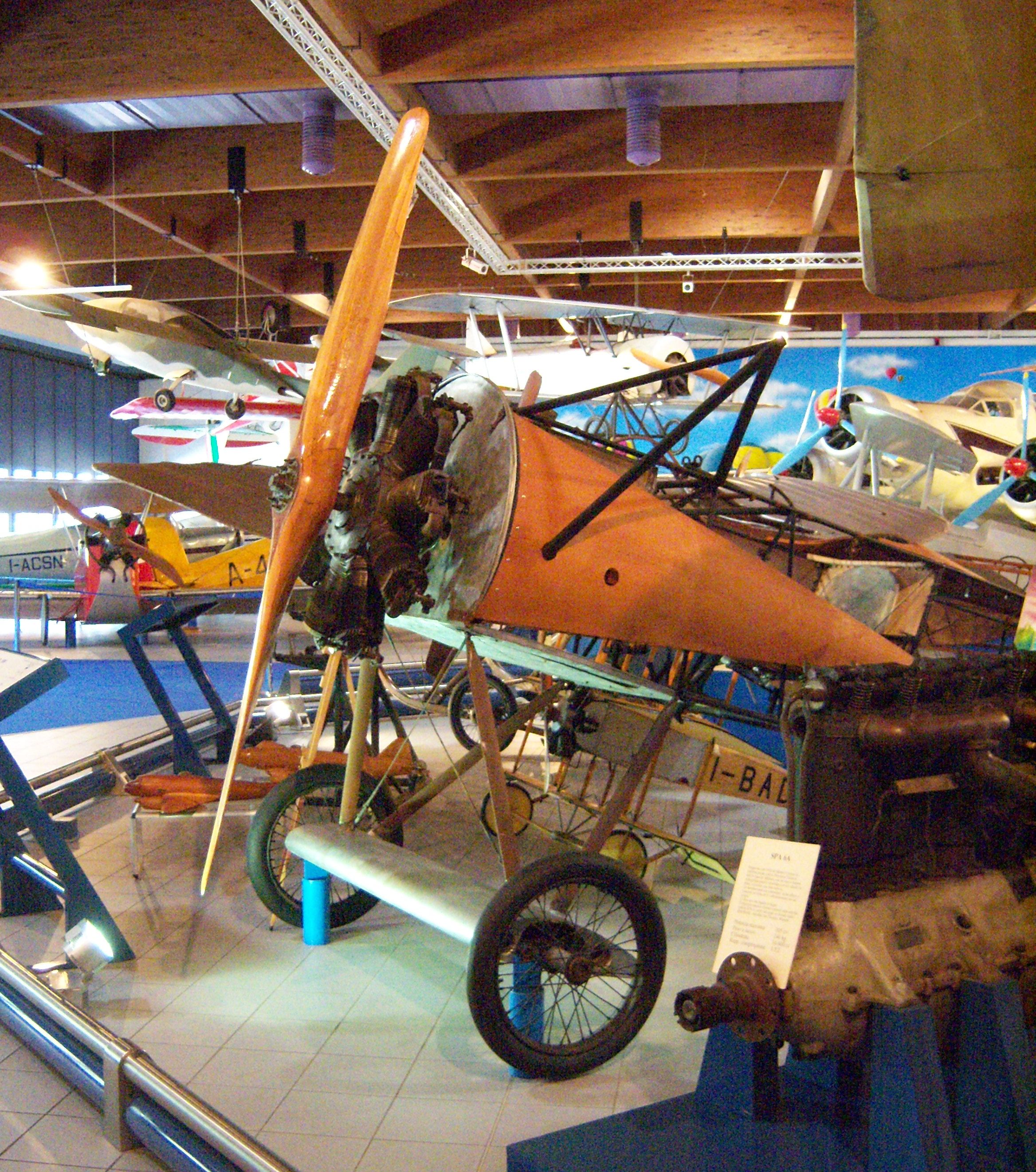
Um D.VIII no Museu Caproni.

- Componente Aérea do Exército Belga operou apenas um E.V capturado de 1919 até o início da década de 1920.

 Império Alemão
- Luftstreitkräfte recebeu 381 aviões antes de 11 de novembro de 1918.
- Kaiserliche Marine

 Holanda
- Real Força Aérea Holandesa

 Polónia
- Força Aérea Polonesa capturou 16 E.V e um D.VIII, mas apenas 7 entraram e operação. O último E.V ainda estava no inventário em 1924.

 União Soviética
- Força Aérea Soviética capturou um exemplar durante a Guerra Polonesa-Soviética e o manteve em operação até meados da década de 1920.

 Estados Unidos
- United States Army Air Service no pós-guerra.

## Exemplares sobreviventes
A fuselagem de um D.VIII original é preservada no Museu Caproni em Trento, Itália.
Uma réplica de um D.VIII está no "Alberta Aviation Museum" em Edmonton, Alberta.

Ilustração em três vistas do Fokker D.VIII.

## Especificações (D.VIII)
Dados de: German Aircraft of the First World War
Descrições gerais
- Tripulação: 1 piloto
- Comprimento: 5,86 m (19 ft)
- Envergadura: 8,34 m (27 ft)
- Altura: 2,6 m (8,5 ft)
- Área alar: 10,7 m² (115 ft²)
- Peso vazio: 405 kg (893 lb)
- Peso bruto (carregado): 605 kg (1 330 lb)

Motorização
- Número de motores: 1x
- Tipo do motor: Oberursel U.II giratório, de 9 cilindros refrigerado a ar
- Potência por motor: 110 hp (82,0 kW)

Performance
- Velocidade máxima: 204 km/h (127 mph)
- Autonomia: 1.5 hs
- Razão de subida: 8.3 m/s
- Tecto de serviço: 6 000 m (19 700 ft)

Armamentos
- Metralhadoras/canhões: 2 metralhadoras "Spandau MG08" de 7,92 mm (.312") de disparo frontal